# Brak (album)
Brak – retrospektywny album zespołu Brak zawierający nagrania zespołu z całego okresu jego kariery. Wydany w 2006 przez wytwórnię Manufaktura Legenda.

## Lista utworów
1. „Pokolenie” – 2:08
2. „Leonardzie Cohen” – 5:05
3. „Reggae strach” – 3:21
4. „Prawo jest z tym” – 3:09
5. „Walczyk słodka bossanova” – 3:16
6. „Wiersze kłamią i kłamie religia” – 3:24
7. „Kupmy sobie powietrze” – 1:59
8. „Na Bliskim Wschodzie” – 1:44
9. „Przekłute powietrze” – 3:21
10. „Złoto” – 2:48
11. „Płonę” – 2:32
12. „Dookoła mnie” – 2:39
13. „Najemnik” – 4:28
14. „Miejski park” – 2:07
15. „Na Bliskim Wschodzie” – 2:07
16. „Przekłute powietrze” – 3:21
17. „Do wzięcia” – 3:48
18. „Pośród wystawowych szkieł” – 6:21
19. „Teatr” – 4:54

## Skład
- Ziemowit Kosmowski – gitara basowa, śpiew
- Kamil Bilski – saksofon, śpiew (8-16, 19)
- Bogdan Chruściński – instrumenty klawiszowe (8-10, 15, 16, 19)
- Leonard Jakubowski – perkusja ((1-7)
- Andrzej Marciniak – gitara basowa (11-14)
- Krzysztof Papózyński – gitara (1-7)
- Włodzimierz Rode – perkusja (8-16, 19)
- Tadeusz Szymczak – gitara basowa (8-10, 15, 16, 19)